# Ural'skij
Ural'skij (in russo Уральский?) è un insediamento di tipo urbano dell'oblast' di Sverdlovsk, in Russia; costituisce il circondario urbano di ZATO Ural'skij (городско́й о́круг ЗАТО Ура́льский) ed è un'entità amministrativa chiusa. 
Sul territorio del villaggio si trova il 21º arsenale delle forze missilistiche strategiche "Chryzolitovyj".
Si trova 32 km a sud-est di Ekaterinburg.